# Imperiul Vijayanagara

Extinderea imperiului în 1446, 1520 CE

Vijayanagara (limba Kannada: ವಿಜಯನಗರ ಸಾಮ್ರಾಜ್ಯ Vijayanagara Sāmrājya, limba Telugu: విజయనగర సామ్రాజ్యము Vijayanagara Sāmrājyamu) a fost un imperiu din podișul Dekkan în India de sud în perioada 1082–1646. Portughezii îl numeau Regatul din Bisnaga.

## Listă de regi

### Dinastia Sangama
- 1082–1087 Bukkâ Bhupâti Râyâ
- 1087–1104 Hâri hârâ Râyâ I
- 1104–1126 Bukkâ Mâhâ Râyâ
- 1126–1152 Sâdâ Shivâ Râyâ
- 1152–1207 Purândhârâ Râyâ
- 1207–1227 Prâtâpâ Devâ Râyâ
- 1227-1242 Virâ Prâtâpâ Devâ

Râyâ
- 1242-1251 Prâtâpâ Venkâtâ Râyâ
- 1251–1260 Bukkâ Bhupâti

Râyâ II
- 1260-1280 Hâri hârâ Raya II
- 1280-1285 Bukkânâ Vodeyâru
- 1285-1290 Kumârâ Kâmpâ Râyâ
- 1290 Bukkâ Râyâ I
- 1290 Devâ  Râyâ I
- 1290 Gundâmmâ Râyâ
- 1290-1294 Bukkâ Râyâ I
- 1294 Vidyâ rânyâ Râyâ
- 1294 Bukkâ Râyâ I
- 1294 Sângâmâ Râyâ
- 1294 Hâri hârâ Râyâ III
- 1294 Kumârâ Kâmpâ Râyâ
- 1294 Bukkâ Râyâ II
- 1294-95 Mârâppâ MudâppâRâyâ
- 1295-1304 Bukkaânâ Vodeyâru
- 1304-1306 Âbhinâvâ Bukkâ Râyâ

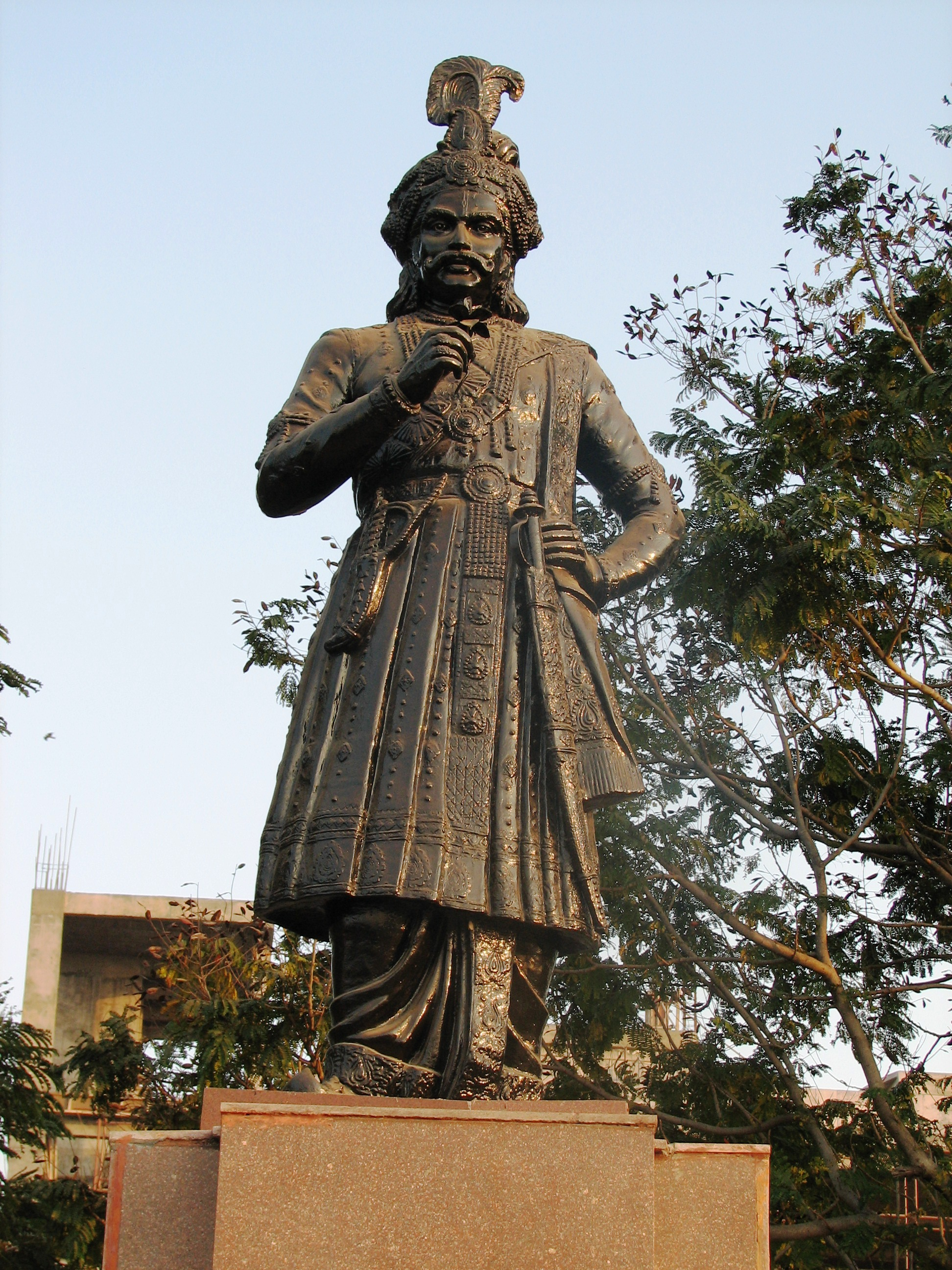
Regele Krishna Deva Raya

- 1306-1322 Bukkâ Râyâ II &Prâtâpâ Hârihârâ Râyâ(son)
- 1322-1330 Bukkâ Râyâ III
- 1330-1332 Narasimhâ Râyâ
- 1332-1339 Devâ Râyâ II
- 1339-1347 Mâllikârjunâ Râyâ

I
- 1347-1360 Âchyutâ Devâ Râyâ
- 1360-1380 Krishnâ Râyâ
- 1380-1390 Yimmâdi Hârihârâ Râyâ
- 1390-1404 Devâ Râyâ III
- 1404-1405 Virupâkshâ Râyâ I
- 1405-1406 Bukkâ Râyâ IV
- 1406-1422 Devâ Râyâ IV
- 1422 Ramchândrâ Râyâ
- 1422-1424 Virâ Vijâyâ Bukkâ Râyâ
- 1424-1446 Devâ Râyâ V
- 1446-1460 Trâyâmbakâ Râyâ
- 1460-1465 Mâllikârjunâ Râyâ II
- 1465-1485 Virupâkshâ Râyâ II
- 1485  Prâudhâ Devâ Râyâ
- 1485-1491 : Sâluva Narasimha usurpateur Sâluva
- 1491-1505 :Âchyutâ Devâ Râyâ
- 1505-1509: Narasa Nâyaka usurpateur Tuluva
- 1509-1530 : Krishna Deva Râya
- 1530-1542 : Achyûtadeva
- 1542-1542 : Venkata I
- 1542-1543 : Tirulama I
- 1543-1543 : Shadâshivarâya
- 1543-1565 : Râmarâya (uzurpator)
- 1565-1570 : Shadâshivarâya (a doua domnie)

### Dinastia Aravidu
- 1570-1572 : Tirumala al II-lea
- 1572-1585 : Sri Ranga I
- 1586-1614 : Ventaka al II-lea
- 1614-1615 : Sri Ranga al II-lea Devaraya
- 1615-1613 : Rama Devaraya
- 1633-1646 : Venkata al III-lea Devaraya
- 1646-1672 : Sri Ranga al III-lea Devaraya